# Wonderful Pretty Cure! The Movie! - Dokidoki game no sekai de daibōken!
Wonderful Pretty Cure! The Movie! - Dokidoki ♡ game no sekai de daibōken! (わんだふるぷりきゅあ！ ざ・むーびー！ ドキドキ♡ゲームの世界で大冒険！?, Wandafuru Purikyua! Za Mūbī! Dokidoki♡gēmu no sekai de daibōken!, Wonderful Precure! The Movie! Dokidoki ♡ game no sekai de daibōken!, lett. "Wonderful Pretty Cure! The Movie!: La sensazionale ♡ grande avventura nel mondo dei videogiochi!") è un film del 2024 diretto da Naoki Miyahara.
È il trentatreesimo film d'animazione tratto dal franchise Pretty Cure di Izumi Tōdō e l'unico relativo alla ventunesima serie Wonderful Pretty Cure!. Nel film, realizzato in CGI e in parte animato anche in 2D, compaiono anche, con un ruolo secondario, le protagoniste della ventesima e tredicesima serie.

## Trama
Komugi, Iroha e gli altri decidono di passare qualche ora insieme giocando ad un nuovo e popolare videogioco intitolato "Dokidoki ♡ TanuKingdom" ma non appena iniziano a giocare qualcosa va storto. Di colpo Komugi, Iroha, Yuki, Mayu e Daifuku si ritrovano trasportati all'interno del mondo dei videogiochi, tutti separati tra di loro. Per poter proteggere e riunirsi alla sua amata padroncina, Komugi dovrà darsi da fare e vincere diversi tipi di giochi. Solamente una ragazza di nome Natsuki, abile programmatrice di videogiochi, sembra conoscere il mistero dietro al loro arrivo in quel mondo e su come uscirne. Al gruppo si uniscono anche le Hirogaru Sky! Pretty Cure e le Witchy Pretty Cure! per far nascere dall'unione dei sentimenti di tutti qualcosa di meraviglioso.

## Personaggi esclusivi del film
Natsuki (ナツキ?, Natsuki)
È una ragazza misteriosa, abile programmatrice di videogiochi.
Mujina (ムジナ?, Mujina)
È un grosso tanuki antropomorfo che ostacola le Pretty Cure nel mondo dei videogiochi.
Ponta (ポンタ?, Ponta) & Pokota (ポコタ?, Pokota)
Sono due amichevoli tanuki antropomorfi gemelli. Ponta è basso e grasso e finisce le frasi con l'intercalare "~pon" (「〜ポン」?, "~pon"), Pokota invece è alto e magro e finisce le frasi con "~poko" (「〜ポコ」?, "~poko"). Il loro compleanno è il 22 marzo e il loro cibo preferito è l'udon.

## Oggetti magici
Friend Ring (フレンドリング?, Furendo Ringu)
È un anello magico indossato dalle Pretty Cure.
In Giappone, quando è uscito il film, i Friend Ring sono stati realmente distribuiti al pubblico nelle sale in numero limitato e con due design diversi raffiguranti Komugi o Yuki.
Diamond Heart Key (ダイヤモンドハートキー?, Daiyamondo Hāto Kī)
È la chiave rosa utilizzata dalle Pretty Cure con il Diamond Ribbon Castle per attivare l'attacco Premiere Kizuna Shower.

## Trasformazioni e attacchi
- Premiere Kizuna Shower (プレミアキズナシャワー?, Premia Kizuna Shawā): è l'attacco di gruppo delle Pretty Cure in Diamond Ribbon Style utilizzando il Diamond Ribbon Castle con la Diamond Heart Key rosa.

## Luoghi
Mondo dei videogiochi (ゲームの世界?, Gēmu no Sekai)
È il mondo nel quale finiscono Komugi e le altre Pretty Cure.

## Colonna sonora
| Nº | Titolo CD | Numero tracce | Data uscita       |
| -- | --- | ------------- | ----------------- |
| 1  | Daisuki no kizuna / Happy≒Future (大好きのキズナ／Ｈａｐｐｙ≒Ｆｕｔｕｒｅ?) | 4             | 11 settembre 2024 |
| 2  | Wonderful Precure! The Movie! - Dokidoki ♡ game no sekai de daibōken! - Original Soundtrack (わんだふるぷりきゅあ！ ざ・むーびー！ ドキドキ♡ゲームの世界で大冒険！ オリジナル・サウンドトラック?) | ?             | 11 settembre 2024 |

### Sigle
La sigla originale di apertura è composta da EFFY con il testo di Saori Kodama, mentre quella di chiusura è composta da Kumiko Aoki.
Sigla di apertura
- Wonderful Precure! evolution!! (わんだふるぷりきゅあ！ｅｖｏｌｕｔｉｏｎ！！?), cantata da Chihaya Yoshitake

Sigla di chiusura
- Happy≒Future, cantata da Moeha Nochimoto e Chihaya Yoshitake

## Distribuzione
Il film è stato proiettato per la prima volta nelle sale cinematografiche giapponesi il 13 settembre 2024.
Il lungometraggio è stato presentato, in esclusiva, in versione sottotitolata il 31 ottobre 2024 al Lucca Comics & Games, in Italia, introdotto dalla produttrice Aki Murase, presente in qualità di ospite.